# Casa della pesa

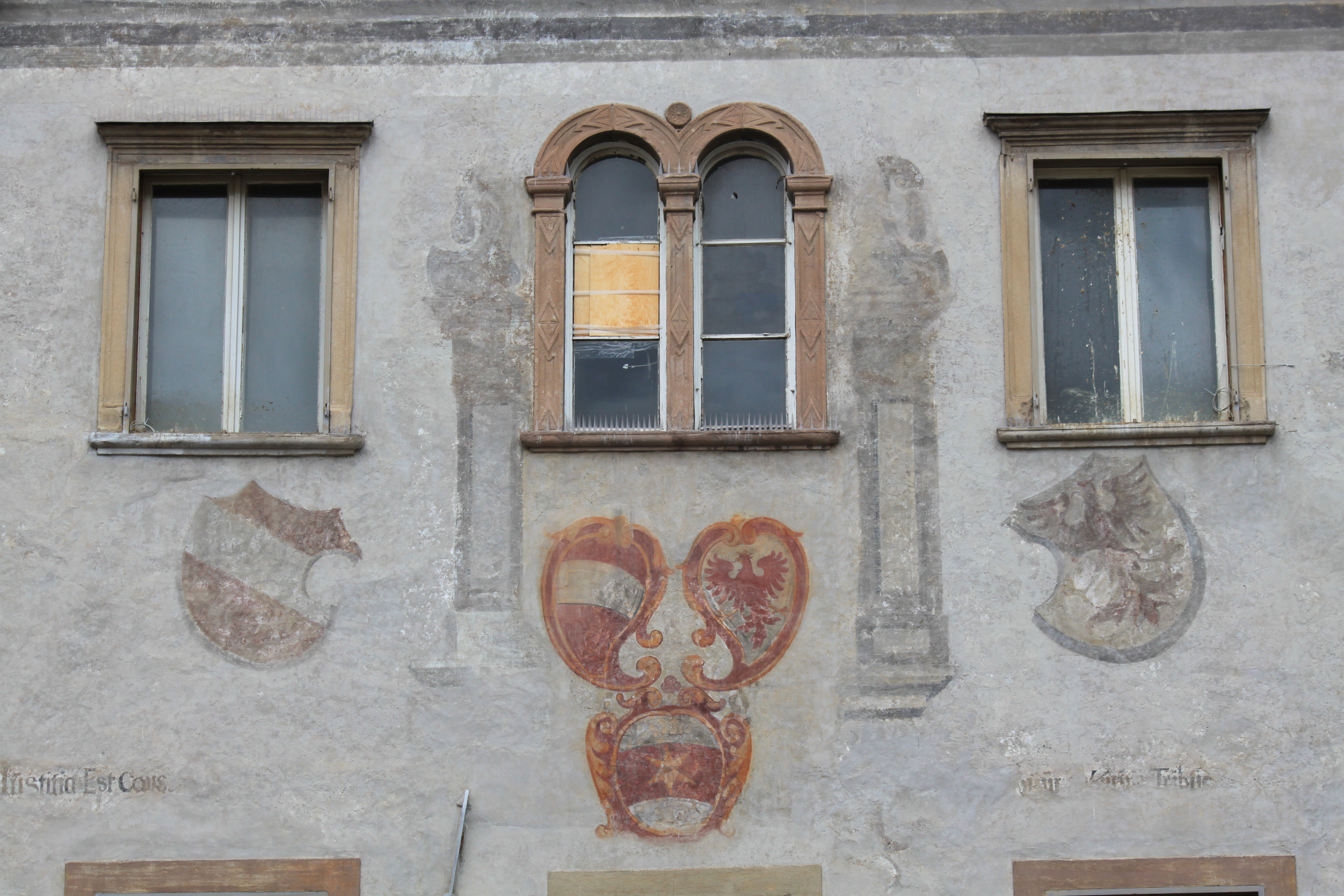
Gli stemmi dell'Austria, del Tirolo e di Bolzano, come appaiono sulla facciata della Waaghaus, XVII sec.

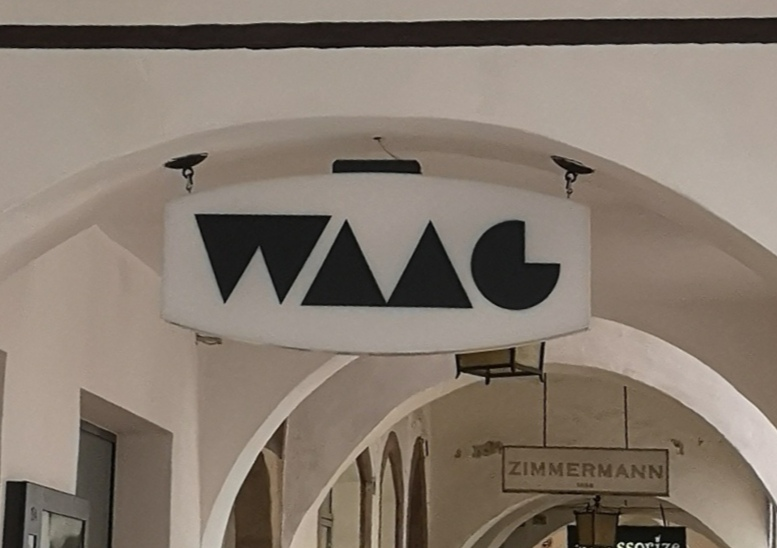
L'insegna del centro di cultura Waag, 2020

La Waaghaus di Bolzano (detta anche Casa della pesa)  è uno storico edificio del capoluogo sudtirolese, ubicato nel nucleo della città antica, fra i Portici (Lauben) e l’antica piazza centrale del mercato del grano (Kornplatz), e posto sotto tutela dei beni artistici dal 1977.
Esso è stato fino al 1780 la sede della pesa pubblica, dove venivano misurati e pesati cereali e liquidi secondo le antiche disposizioni mercantili. Su un arco, che collega la casa con l'adiacente edificio, le scale sono raffigurate su un affresco di Albert Stolz dell'inizio del XX secolo. Sul lato opposto, sotto i Portici, si conserva un affresco della crocifissione di Silvester Müller risalente all'inizio del XVI secolo. Dal punto di vista architettonico, il nucleo dell'edificio risale a una costruzione in stile romanico del XIII secolo, la cui muratura in pietre regolari è parzialmente visibile sulla parete esterna orientale. L'edificio ampliato e rimaneggiato in epoca rinascimentale e barocca, ha un tetto a capanna sporgente; la finestra centrale a doppio arco sulla facciata che dà sulla piazza è incorniciata da lesene angolari dipinte del XVI secolo. Accanto vi sono raffigurazioni araldiche (Austria, Tirolo, Bolzano), con lo scudo austriaco e l'aquila tirolese entrambi doppiati.
Nel 1343 i conti del Tirolo (margravio Lodovico di Brandeburgo) concedettero la casa e l'ufficio pubblico ad esso collegato ai due cives Cuen weilend Frizen sun an dem Obern tor ze Bozen e a Engelein weilend Hans des Cuenen sun. Dal 1368 la famiglia dei Vintler ottenne l'ufficio della pesa pubblica, dal 1580 i conti di Wolkenstein, che lo tennero fino al 1633. Nello statuto mercantile di Bolzano del 1450 circa, la pesatura di merci al di fuori della rechte gesworn wag ovvero della casa della pesa, fu severamente vietata.
Il 1º gennaio 1855 qui fu aperta la prima filiale della Cassa di Risparmio di Bolzano, allora con il nome di Sparkasse der Stadt Bozen. Dopo un completo risanamento strutturale ed energetico effettuato negli anni 2018/19, dal 2020 l'edificio ospita il luogo d'incontro culturale Waag. Qui sono dislocati anche gli uffici locali dell’Euregio trentino-tirolese.